# Fuze
Pour plus de détails, voir Fiche technique et Distribution.
Fuze est un film britannique réalisé par David Mackenzie et dont la sortie est prévue en 2025.
Le film sera présenté au festival international du film de Toronto 2025.

## Synopsis
À Londres, une bombe non explosée de la Seconde Guerre mondiale est découverte sur un chantier de construction dans le centre-ville. Alors que le chaos s'installe et que l'armée et la police font évacuer les lieux, une équipe de malfrats en profite pour commettre un braquage.

## Fiche technique
Sauf indication contraire, les informations mentionnées dans cette section peuvent être confirmées par les bases de données cinématographiques IMDb et Allociné,  présentes dans la section « Liens externes ».
- Titre original : Fuze
- Réalisation : David Mackenzie
- Scénario : Ben Hopkins
- Musique : N/A
- Décors : Amanda McArthur
- Costumes : Nigel Egerton
- Photographie : Giles Nuttgens
- Montage : Matt Mayer
- Production : Gillian Berrie, Callum Christopher Grant et Sébastien Raybaud
- Sociétés de production : Sigma Films et Anton
- Sociétés de distribution : Sky Cinema/StudioCanal UK (Royaume-Uni)
- Budget : N/A
- Pays de production :  Royaume-Uni
- Langue originale : anglais
- Format : couleur
- Genre : policier, action, casse
- Durée : 98 minutes
- Dates de sortie[1] :
  - Canada : septembre 2025 (festival de Toronto - section Gala Presentations)

## Distribution
- Aaron Taylor-Johnson
- Theo James
- Sam Worthington
- Gugu Mbatha-Raw
- Saffron Hocking
- Elham Ehsas
- Honor Swinton Byrne

## Production
Écrit par Ben Hopkins, le projet est présenté à l'European Film Market de la Berlinale 2024 avec David Mackenzie comme réalisateur et Aaron Taylor-Johnson dans le rôle principal. Theo James rejoint ensuite la distribution. En juillet 2024, Sam Worthington, Gugu Mbatha-Raw, Saffron Hocking, Elham Ehsas et Honor Swinton Byrne sont également confirmés. Sky Cinema annonce ensuite avoir acquis les droits de distribution pour le Royaume-Uni et l'Irlande.
Le tournage débute en juillet 2024 à Londres, notamment sur Edgware Road.

## Sortie et accueil
En juillet 2025, il est annoncé que le film sera présenté en avant-première au festival international du film de Toronto 2025.